# Středoamerický soudní dvůr
Středoamerický soudní dvůr je název pro dva mezinárodní soudní orgány, působící ve Střední Americe. První soud existoval v letech 1908-1918, druhý je činný od roku 1962.

## První soud
První soud (špan. Corte de Justicia Centroamericana) byl prvním stálým mezinárodním soudem, jehož úkolem bylo řešení mezinárodních sporů podle mezinárodního práva.
Středoamerický soudní dvůr byl zřízen roku 1907 ve Washingtonu, kde byla uzavřena mírová dohoda mezi Kostarikou, Salvadorem, Guatemalou, Hondurasem a Nikaraguou. Sídlem soudu bylo kostarické hlavní město San José. Soud během své existence řešil pouze deset případů. Nejvýznamnější je rozhodnutí, kterým soud vyhověl stížnosti Hondurasu proti Guatemale a Salvadoru, které na jeho území podporovaly revoluční hnutí proti vládě. Má se zato, že díky tomuto rozhodnutí nevypukla válka mezi Hondurasem na straně jedné a Salvadorem a Guatemalou na straně druhé.

## Druhý soud
Druhý soud (špan. Corte Centroamericana de Justicia) byl vytvořen v rámci Organizace středoamerických států. Sídlí ve městě Managua v Nikaraguy.